# کنپچکی
کنپچکی (به لهستانی:  Kępeczki) یک روستا در لهستان است که در گمینا کوژنگتسه واقع شده‌است.
 کنپچکی  ۱۲۰ نفر جمعیت دارد.